# Émile Driant
Pour les articles homonymes, voir Driant.
Émile Driant, né le 11 septembre 1855 à Neufchâtel-sur-Aisne et mort le 22 février 1916 à Beaumont-en-Verdunois, est un officier de carrière, écrivain sous le pseudonyme de Danrit ou capitaine Danrit, et homme politique français. Il est le gendre du général Boulanger. Il meurt à Verdun à la tête des 56e et 59e bataillons de chasseurs, en février 1916.

## Biographie

### Carrière militaire

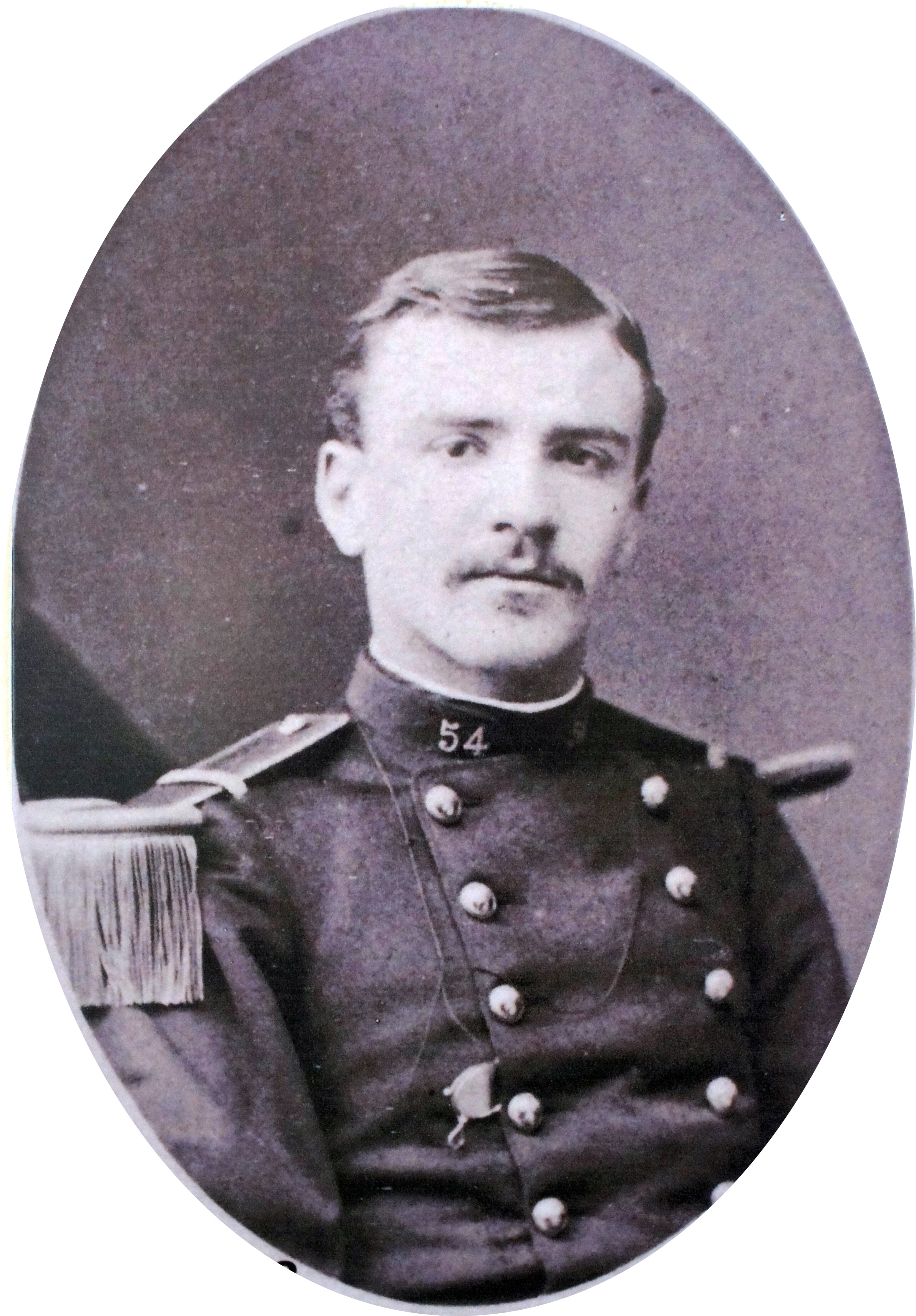
Le sous-lieutenant Driant au d'infanterie.

Émile Driant naît le 11 septembre 1855, à Neufchâtel-sur-Aisne, où son père est juge de paix. Élève au lycée de Reims, il obtient le premier prix d'histoire au Concours général. Contrairement au souhait de son père de le voir lui succéder, Émile désire être soldat, marqué par la défaite de 1871 et le passage des troupes prussiennes.
Après avoir obtenu un double baccalauréat ès lettres et ès sciences, il intègre l'École spéciale militaire de Saint-Cyr à 20 ans, en 1875. Sorti quatrième, deux ans plus tard, il commence une carrière militaire des plus méritantes : « petit, mais solide, santé à toute épreuve, très actif et toujours prêt ; monte fort bien à cheval et a un goût très prononcé pour l'équitation, très intelligent, a devant lui le plus bel avenir » écrit l’un de ses supérieurs. À sa sortie, le sous-lieutenant Driant choisit l’infanterie. Il est alors affecté au 54e régiment d'infanterie à Compiègne et se voit détaché quelque temps, en 1880, dans le fort lorrain de Liouville, qui sera le théâtre de son premier roman, La Guerre des Forts. Il est ensuite affecté au 43e régiment d'infanterie, avec lequel il débarque le 4 mai 1883 à Sousse, en Tunisie, pour une mission avec la 3e brigade topographique.
En mai 1884, il devient officier d’ordonnance du général Georges Boulanger, qui commandait la division d’occupation en Tunisie. Il reste au service du général, aux mêmes fonctions, lorsque celui-ci devient ministre de la Guerre en 1886. Il le suit ensuite à Clermont-Ferrand, toujours en tant qu'officier d'ordonnance, lorsque Boulanger est nommé à la tête du 13e corps. Il est mis fin à ces fonctions le 1er janvier 1888, quelques mois avant que Boulanger cesse d'exercer son commandement et soit mis en non-activité, le 17 mars 1888.
Driant regagne alors la Tunisie en tant que capitaine au 4e zouaves, en garnison à Tunis.

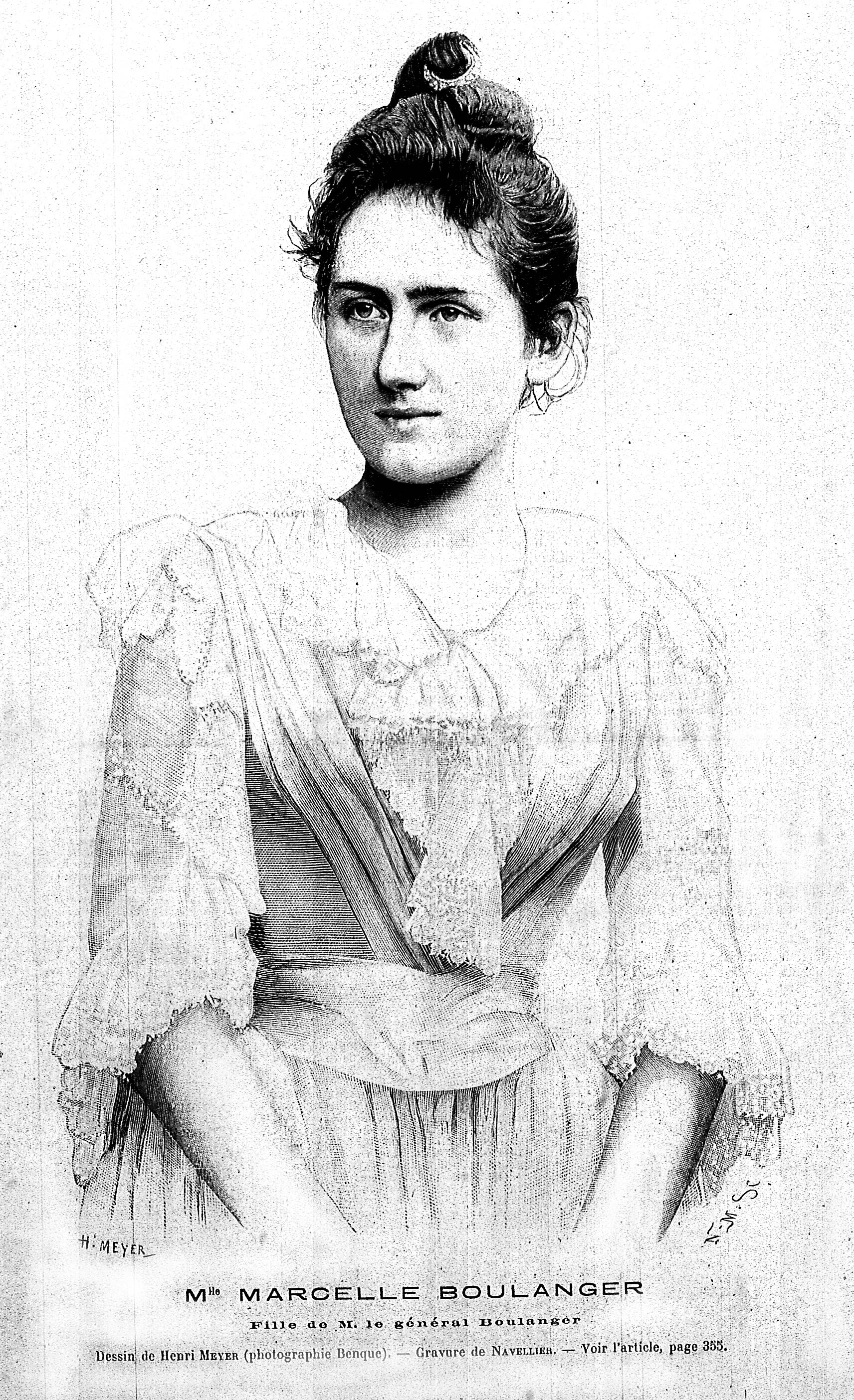
Son épouse, Marcelle Boulanger, fille du général Boulanger.

Le 30 octobre 1888, Driant épouse, en l'église Saint-Pierre-de-Chaillot à Paris, Marcelle Boulanger, l’une des filles du général Boulanger. Il ne prend cependant jamais part aux activités politiques du courant boulangiste. Fin 1892, il prend toutefois huit jours d’arrêts pour avoir défendu la mémoire de son beau-père dans Le Figaro après la chute et le suicide de celui-ci.
Il devient capitaine-instructeur à Saint-Cyr en 1893.
Chef de bataillon en Tunisie à partir de 1896, le commandant Driant est nommé en juillet 1899 chef de corps du 1er bataillon de chasseurs à pied en garnison à Troyes. Il exerce son commandement avec mérite, relatent ses subordonnés et la presse locale, et fait du premier bataillon, un bataillon d’élite bientôt connu dans toute l’armée française sous le nom de « bataillon Driant ».
Promis aux plus hauts postes de la hiérarchie militaire, trois affaires successives lui en enlèvent tout espoir. L’affaire des fiches, en 1904, provoque un scandale. De 1900 à 1904, un système de hiérarchie parallèle illustre la lutte entre le radicalisme et la franc-maçonnerie d'un côté et le catholicisme au sein de l’armée. Le ministère avait fait établir pour chaque officier une fiche de renseignements politiques et confessionnels indépendante des notes attribuées par les supérieurs hiérarchiques, bloquant l'avancement des officiers de confession catholique.
Driant crée deux ligues après l’affaire des fiches : la ligue antimaçonnique, ne comprenant que des hommes, et la ligue de Jeanne d'Arc, réservée aux femmes. Ces deux ligues fusionnent en 1906 avec l'Union française antimaçonnique, dirigée par Paul Copin-Albancelli. La nouvelle entité prend alors le nom de Ligue française anti-maçonnique, mais elle éclate en 1909. et Copin-Albancelli fonde la Ligue de défense nationale contre la franc-maçonnerie.
Certes, le général André, ministre de la Guerre, démissionne, mais Driant manifeste haut et fort devant ses officiers son indignation. Il fait aussitôt l’objet d’un rappel à l’ordre de la part du ministre qui, par ailleurs, l’écarte du tableau d’avancement pour l’année suivante.

### Parcours politique
Émile Driant, dit le capitaine Danrit, quitte l’armée à 50 ans, le 31 décembre 1905, prenant ses droits à la retraite. Bien noté mais ayant publiquement pris position sur son institution en étant défenseur intransigeant de l’armée et ennemi de toute concession faite à l’Allemagne, il se lance sans tarder en politique.
En 1906, il tente sans succès de se faire élire en Seine-et-Oise. Mais, proche du député de la première circonscription de Nancy, Louis Marin, il est élu aux élections législatives de 1910 dans la troisième circonscription de Nancy, sous l’étiquette de l’Action libérale. Il renouvelle son mandat quatre ans plus tard. 

Il fait partie des membres des réseaux bonapartistes de Meurthe-et-Moselle, le prince Victor Napoléon étant le parrain de son petit-fils Jacques Driant. Il consacre ces législatures aux questions militaires comme membre actif de la commission de l’Armée. Ami de Paul Déroulède et de Maurice Barrès, il devient rapidement un des principaux intervenants contre la gauche dans les débats parlementaires portant sur l’armée et la défense.
Assidu aux séances de la Chambre des députés, mêlant le catholicisme social d'Albert de Mun aux idées de Vogüé et de Lavisse, il intervient pour faire voter les crédits militaires et soutient Barthou lors du vote de la « loi de Salut ». qui porte à trois ans le service national. Il s'insurge contre le déclassement des places fortes frontalières (il parvient à sauver celle de Lille en 1912) et s'intéresse avant guerre à la toute récente aéronautique militaire.
Concernant la Marine, Driant rejoint le vice-amiral Aube et le journaliste Gabriel Charmes et s'associe au courant de pensée navale de la Jeune école. Driant s'oppose aux thèses de Briand et de Jaurès, s'appuyant sur des exemples tirés des événements de Russie. L'armée doit jouer un rôle essentiel, avant tout comme instrument d'éducation des classes populaires et le cas échéant comme instrument contre-révolutionnaire. C'est le concept de l'armée-école et de l'apostolat social, qui s'inscrit alors dans la mouvance des Dragomirov, Art Roë et Lyautey. Il s'intéresse ainsi aux luttes sociales, dans la mesure où elles peuvent compromettre la Défense nationale.
Il soutient le syndicalisme indépendant, dit « jaune », fondé par Pierre Biétry avec l'appui de l'industriel Gaston Japy. Ceux-ci prônent l'association entre le capital-travail et le capital-argent. Les textes de Driant défendent le principe de la liberté par la propriété individuelle, au moyen de la participation progressive des ouvriers au capital des entreprises. Parmi les principaux votes du député Driant, durant la législature 1910-1914, figurent des résolutions telles que la journée de dix heures, les retraites, les libertés syndicales, et diverses mesures d'aide sociale.

### Écrivain
Très tôt, encore à l'armée, Émile Driant se lance dans la littérature sous le nom de « capitaine Danrit », anagramme de son nom pour échapper à la censure de ses chefs, dans ce genre nouveau du roman d’anticipation dont Jules Verne a ouvert la voie et qui s’alimente des progrès que connaît l’époque (électricité, moteur à explosion, débuts de l’aviation…)
Driant aborde les thèmes militaires les plus divers en écrivant près de trente romans en vingt-cinq ans, et le succès est au rendez-vous.
Ses récits s'inspirent du modèle vernien de roman d'aventures, mais revu à travers la défaite de Sedan et l'expansionnisme colonial français. La découverte du monde et de ses merveilles devient l'évocation de richesses à puiser ou de menaces à circonscrire ; les machines extraordinaires, qui permettaient, chez Verne, de voyager à travers les airs et les mers, sont désormais avant tout des engins de guerre, pour détruire l'adversaire. Son œuvre est caractéristique du roman d'aventures coloniales de la fin du XIXe siècle à la logique plus spécifique des années précédant la Première Guerre mondiale. Ses écrits, où il accorde une vaste place à l'armée, affirment son goût des grands hommes et sa défiance des parlementaires, sont le reflet d'une opinion publique obsédée par la menace d'une guerre. Ils accompagnent les discours quotidiens de la presse, toujours attentive aux incidents internationaux.

La Guerre de demain.

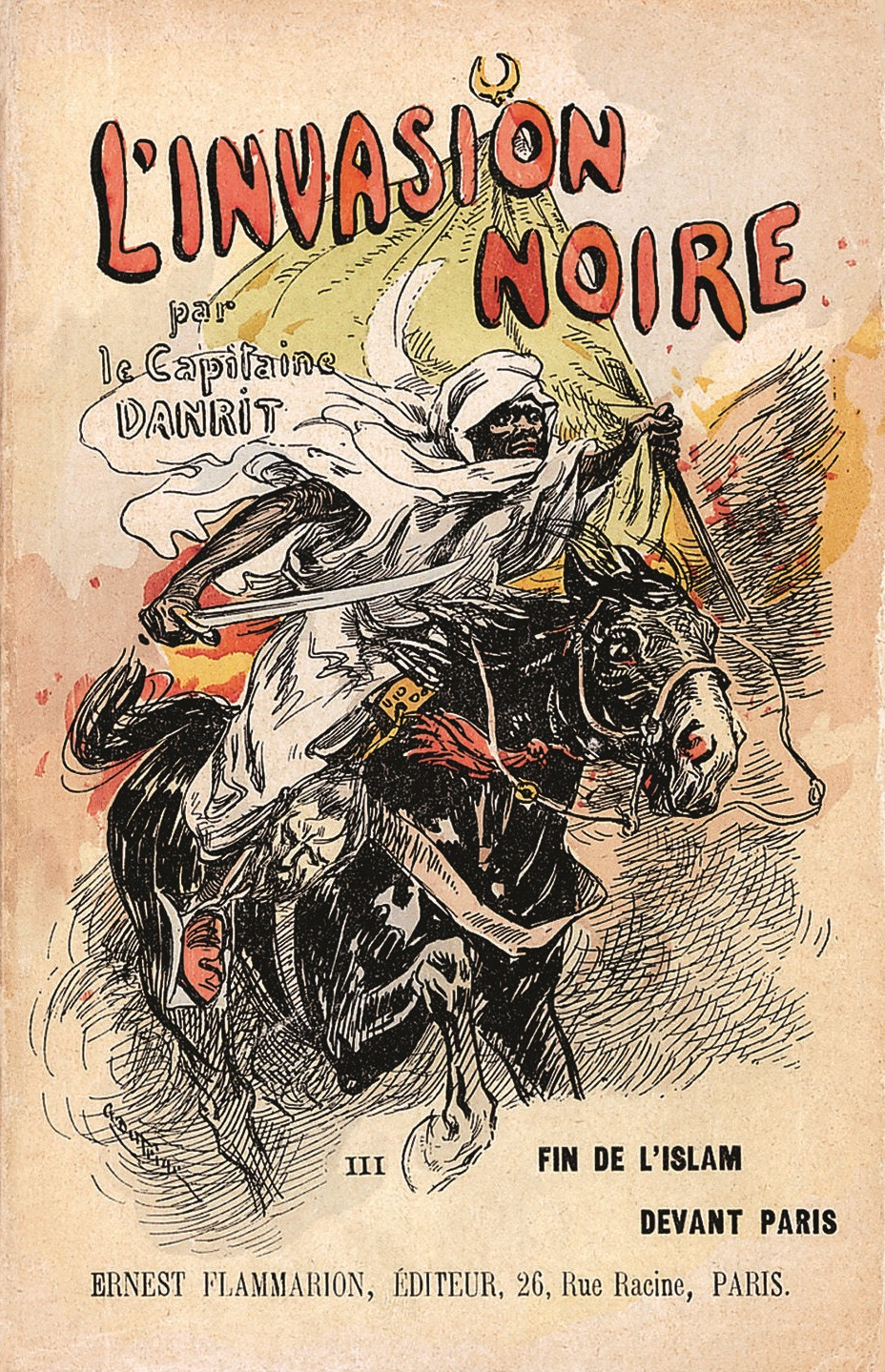
L'Invasion noire.

Son premier livre paru en 1892, La Guerre de forteresse, met en avant la valeur stratégique des forts construits sur la frontière est de la France, forts qui préservent le pays d’une attaque surprise et qui, en résistant quelques jours, permettent aux armées françaises de se mobiliser et de rejoindre les frontières. Le fort de Liouville qu’il décrit dans son livre connaîtra effectivement le feu en septembre 1914.
Son deuxième roman, La Guerre en rase campagne, donne un exemple de mobilisation, de transport des troupes par mer et par voie ferrée.
Le troisième, La Guerre en ballon, apporte un peu d’apaisement à sa préoccupation majeure qui est la prochaine guerre. Cette trilogie porte le nom générique de La Guerre de demain.
Dans cette œuvre romanesque, Driant exalte sans cesse le service de la France, l’exemple de l’officier, la mission à accomplir.
Cette obsession de la guerre se poursuit en 1894, avec L'Invasion noire, où les populations d’Afrique noire, soulevées par les Turcs, envahissent l’Europe et ne seront stoppées que par des gaz asphyxiants lâchés des dirigeables français.
Cet état d’esprit inspire des ouvrages plus pédagogiques avec l’Histoire d’une famille de soldats, une trilogie courant de la Révolution à l’époque de l’auteur qu’il écrit à partir de 1898 : Jean Tapin, où il évoque la période de 1792 à 1830 et démontre, au travers de l’histoire d’un jeune tambour, la nécessité de s’instruire pour prétendre commander les hommes ; Les Filleuls de Napoléon, sous le Second Empire, qui souligne le rôle d’éducateur de l’officier ; et Petit Marsouin, qui parle de cette armée de la Troisième République en pleine refondation avec la généralisation de la conscription.

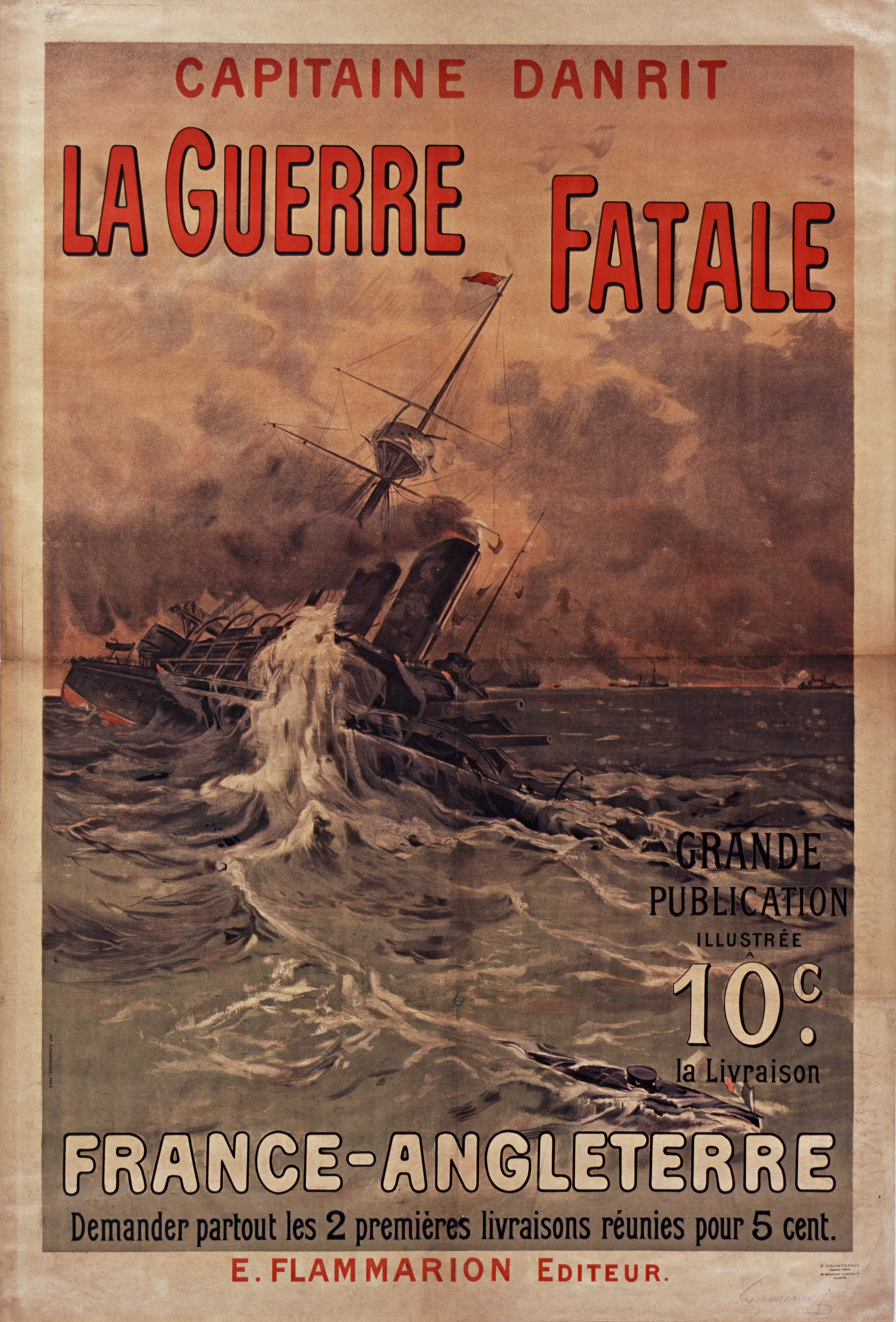
Affiche promotionnelle pour La Guerre fatale, 1901.

En 1898, il échafaude La Guerre fatale qui se déroule, d’abord sur les mers contre la perfide Albion (sans-doute influencé par la grave crise diplomatique franco-anglaise liée à l’affaire de Fachoda, puis pendant la seconde guerre des Boers) avec le rôle prédominant du sous-marin. Driant défend et illustre ainsi les thèses de l’amiral Aube et de la Jeune École.
En 1905, très fortement impressionné par la victoire japonaise sur la flotte russe, lors de la bataille des îles Tsoushima, Driant conçoit L’Invasion jaune, ouvrage inscrit dans la lignée du « péril jaune », où les Japonais soulèvent la masse humaine chinoise et indienne contre l’Europe. Le roman se termine par le succès des armées sino-japonaises sur la meilleure armée européenne, celle de l’Empire allemand, entraînant la fin de la prédominance de l’Europe.

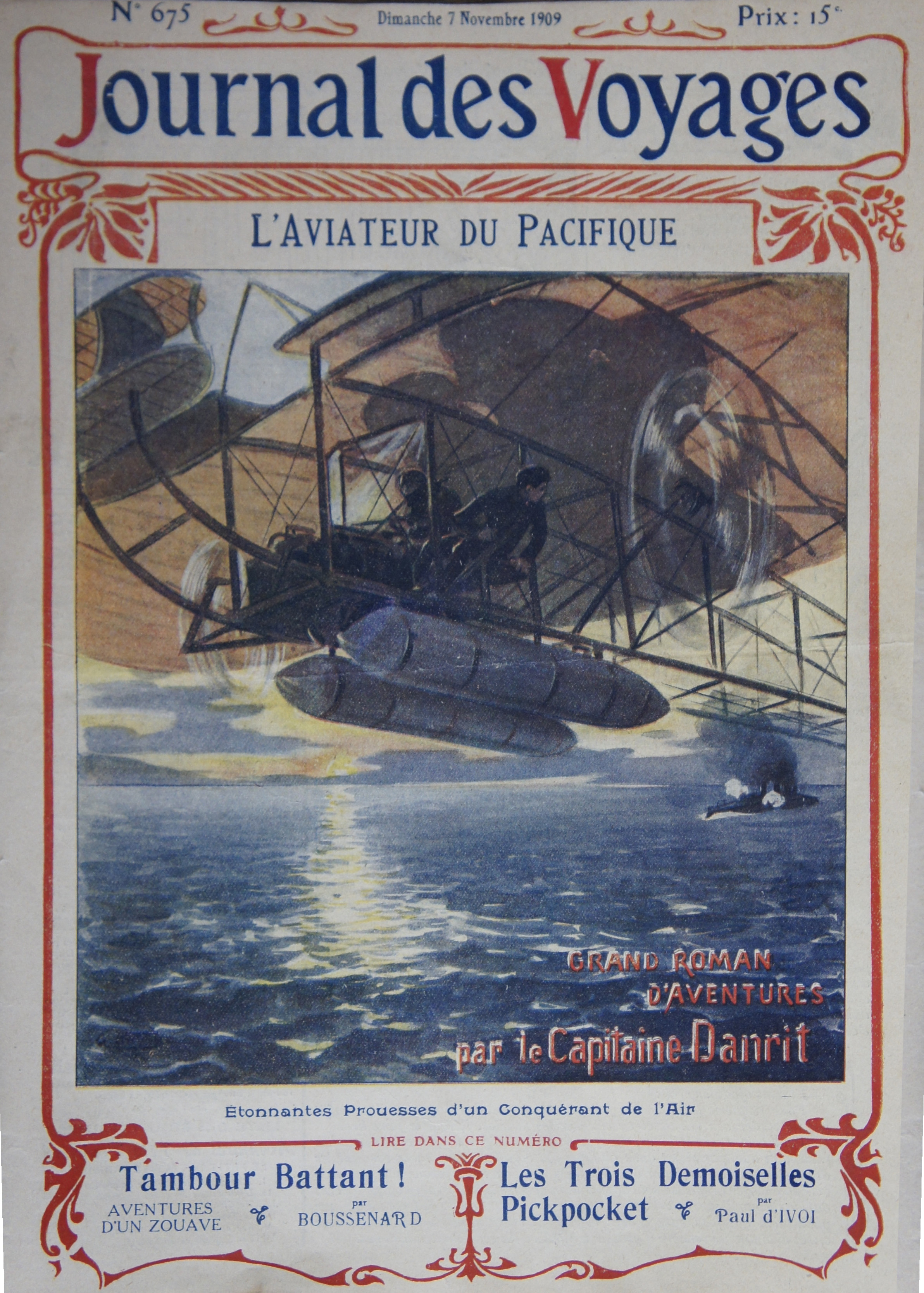
Publication de L'Aviateur du Pacifique dans le Journal des voyages.

À cette époque, il a décrit Les Quatre dangers qui doivent être à l’esprit des Français : l’Angleterre, l’Allemagne, les Jaunes, les Noirs. Sous la pression des évènements, il écrit Les Robinsons sous-marins en 1901, roman antiméridionaliste, Ordre du Tzar en 1906, Au-dessus du continent noir, Alerte en 1911, et La Guerre souterraine en 1913 avec le pressentiment d’une guerre imminente. Paru en 1910, La Révolution de demain, où il raconte comment la CGT et les socialistes ont pris le pouvoir en France, décrit la populace parisienne déchaînée attaquant une caserne et massacrant les soldats désarmés à coups de pavés lancés du haut des toits.
Dans L’Aviateur du Pacifique paru en 1910, il raconte l’histoire d’un génial inventeur français, qui invente un aéronef au moteur polycarburant et décide de faire le tour du monde pour prouver aux nations industrialisées la fiabilité de son invention. Quand il arrive au-dessus du Pacifique du côté de Pearl Harbour – Midway attaqué, il ne peut prévenir les États-Unis par radio-télégraphie, les Japonais ayant disposé dans le Pacifique une chaîne de chalutiers équipés d’antennes destinées à brouiller les ondes radio.
Ses ouvrages, illustrés le plus souvent par Paul de Sémant ou Georges Dutriac, ont un tel succès qu’ils sont remis lors des distributions des prix en fin d’année scolaire.
Il vit de 1905 à sa mort au no 47 avenue Georges-Mandel (16e arrondissement de Paris), où une plaque lui rend hommage.
En décembre 1915, il brigue le siège d’Albert de Mun à l’Académie française : sa mort, le 22 février 1916, arrête sa candidature.

### Première Guerre mondiale

#### Débuts

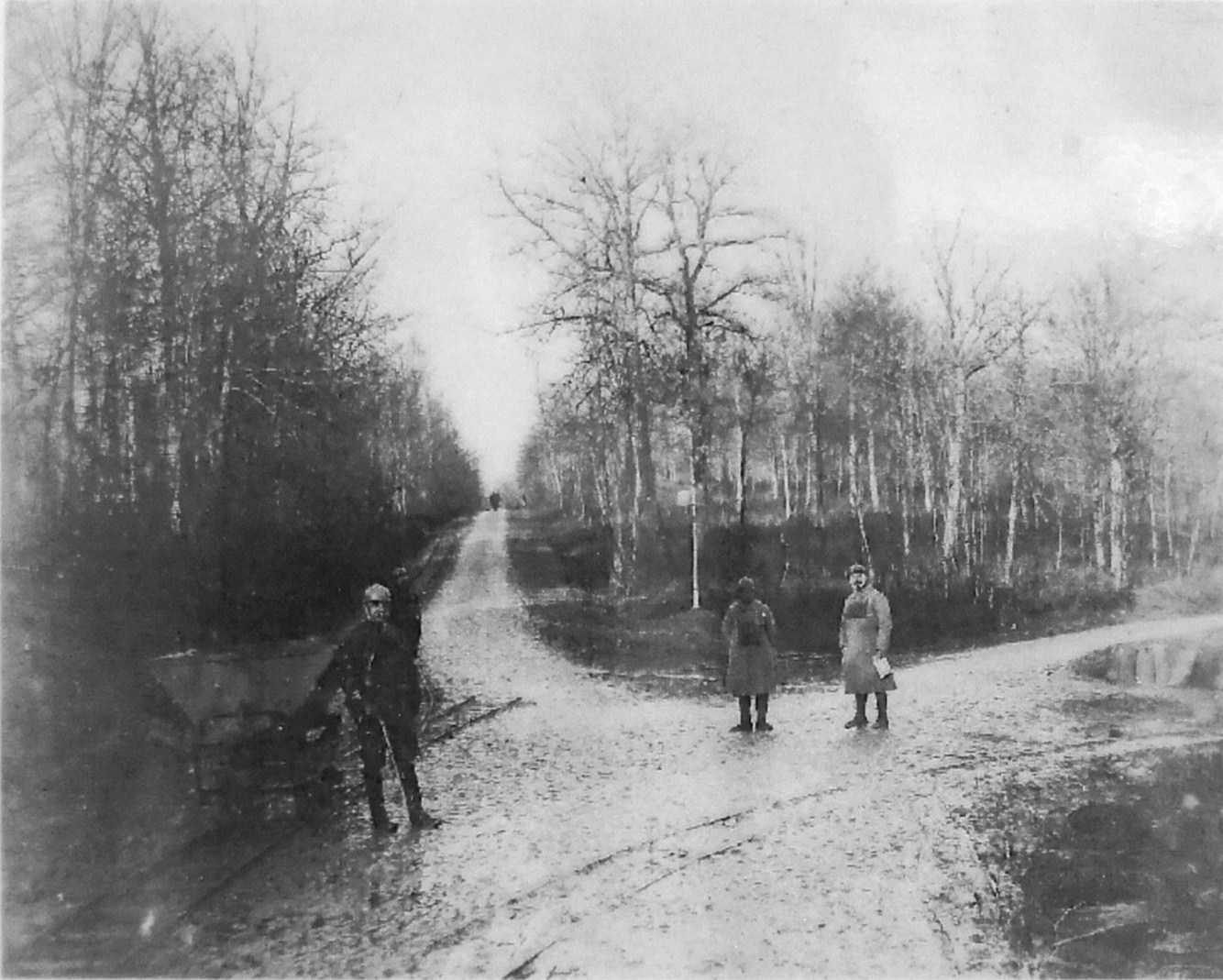
Au bois des Caures et une voie Decauville.

Député à l’entrée de la guerre, il a 59 ans. Son mandat de député et son âge l’écartent de toute obligation militaire. Il demande pourtant à reprendre du service contre l'Allemagne, souhaitant être affecté au XXe corps, commandé par le général Foch, dont il s'assure la bienveillance au préalable. Mais le ministre de la Guerre, Adolphe Messimy, avec qui il avait eu maille à partir, lui refuse cette affectation et l'envoie à Verdun.
Il finit par obtenir le 14 août 1914 le commandement des 56e et 59e bataillons de chasseurs à pied qu'il va continuer de diriger, après avoir été promu en mai au rang de lieutenant-colonel, jusqu'en automne 1915, quand il prend en charge le secteur du bois des Caures, devant Verdun.
Durant cette période, il continue de se rendre régulièrement à la Chambre des députés, et notamment de siéger à la commission de l'Armée. Il est rapporteur du projet de loi portant la création d'une décoration pour reconnaître la « valeur militaire », qu'il propose de nommer Croix de guerre.
En fin 1915, informé par le roi Alphonse XIII d'Espagne d'une possible attaque allemande autour de Verdun, Driant alarme les élus, et même le président de la République, sur la très grande insuffisance des moyens de défense de la zone. Le 1er décembre, il en fait état auprès de la Commission de l’Armée de la Chambre. Joseph Gallieni, ministre de la Guerre, écrit le 16 suivant à Joseph Joffre, qui prend mal la chose et ne trouve pas autre chose que d’offrir sa démission.

#### Bataille de Verdun: bois des Caures
Depuis son PC au cœur du bois des Caures, à la tête de deux bataillons de chasseurs, il mourra, comme une majorité de ses hommes, dans les premières heures de ce qui deviendra la « bataille des 300 jours ».

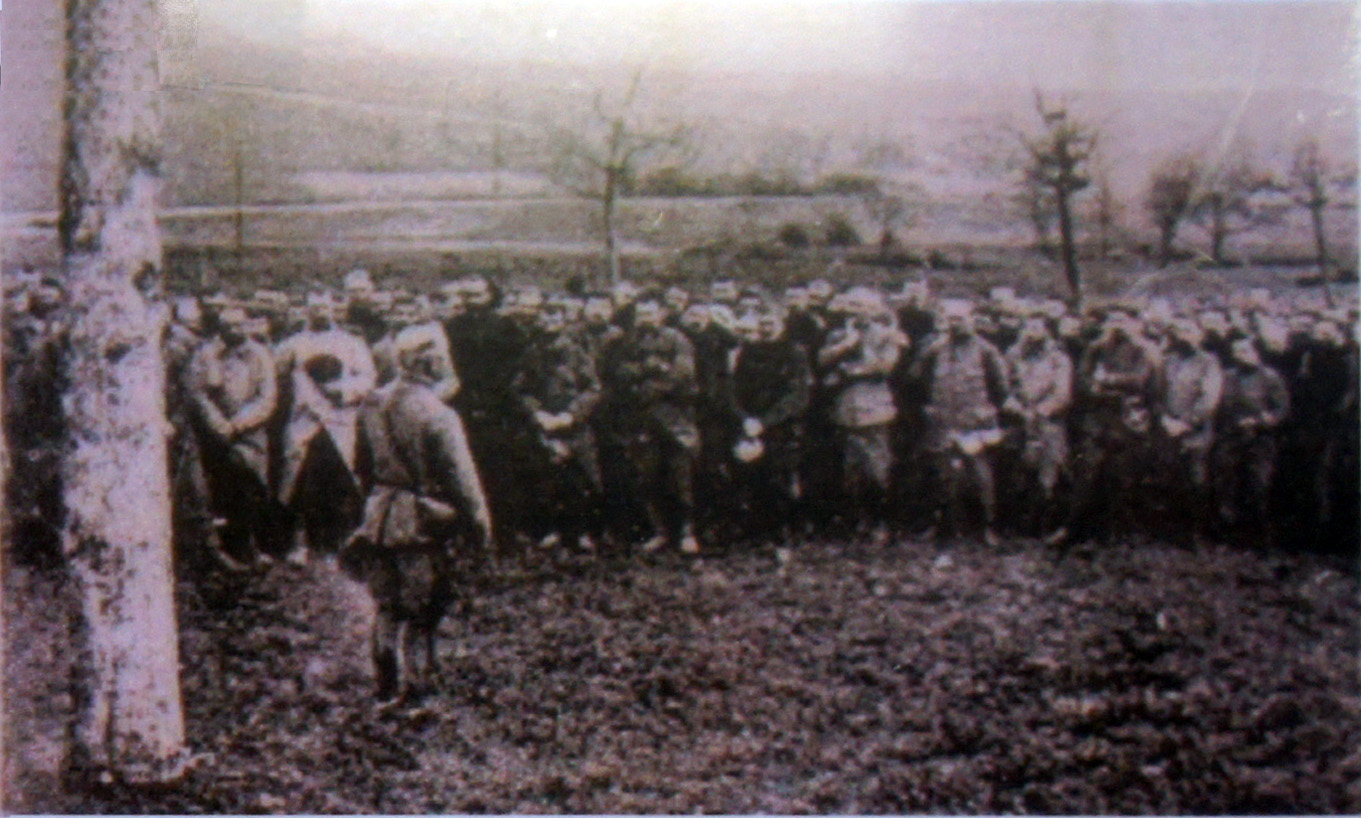
Driant s'adresse à ses chasseurs au bois des Caures.

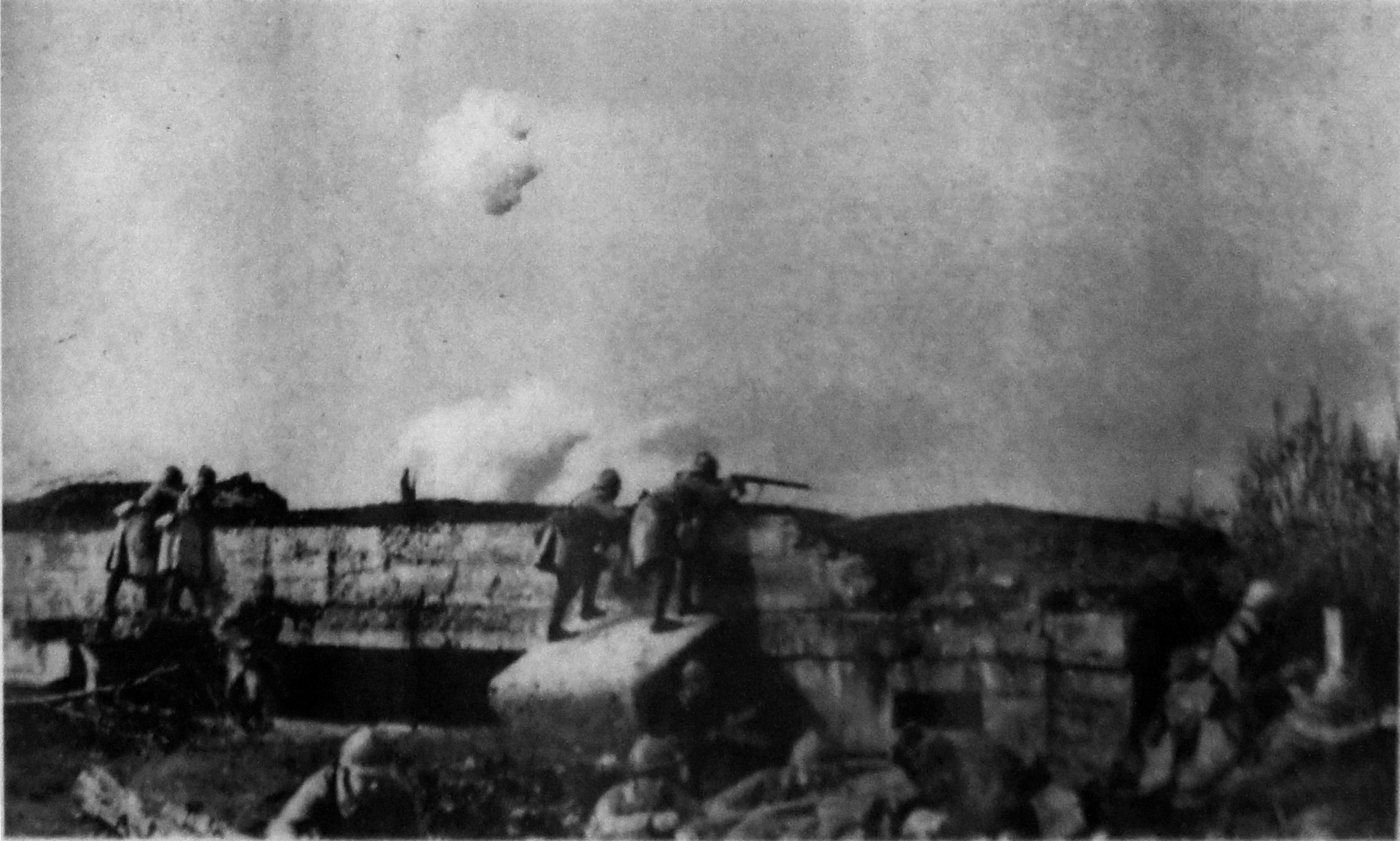
Combat du bois des Caures.

À partir de janvier, de nombreux indices annoncent pourtant une offensive prochaine. Or le Haut-Commandement n'a pas suffisamment pris au sérieux les alertes répétées du lieutenant-colonel Driant.

Le 20 février 1916, à la veille du déclenchement de la bataille de Verdun, le lieutenant-colonel Driant adresse ce dernier courrier à sa femme : 

« je ne t'écris que quelques lignes hâtives, car je monte là-haut, encourager tout mon monde, voir les derniers préparatifs ; l'ordre du général Bapst que je t'envoie, la visite de Joffre, hier, prouvent que l'heure est proche et au fond, j'éprouve une satisfaction à voir que je ne me suis pas trompé en annonçant il y a un mois ce qui arrive, par l'ordre du bataillon que je t'ai envoyé. À la grâce de Dieu ! Vois-tu, je ferai de mon mieux et je me sens très calme. J'ai toujours eu une telle chance que j'y crois encore pour cette fois.
Leur assaut peut avoir lieu cette nuit comme il peut encore reculer de plusieurs jours. Mais il est certain. Notre bois aura ses premières tranchées prises dès les premières minutes, car ils y emploieront flammes et gaz. Nous le savons, par un prisonnier de ce matin. Mes pauvres bataillons si épargnés jusqu'ici ! Enfin, eux aussi ont eu de la chance jusqu'à présent… Qui sait ! Mais comme on se sent peu de chose à ces heures là. »

Le 21 février 1916, à 7 h 15, la Ve armée allemande déclenche un orage d’acier d’une puissance inouïe sur les positions de la côte de Brabant, des bois d’Haumont, des Caures, de Ville et de l’Herbevois. Le tir laboure la première et en même temps la deuxième ligne. Des obus à gaz explosent dans les ravins séparant le bois d’Haumont de Vacherauville. Les chasseurs de Driant attendent l’assaut.
Au bois des Caures, c’est le 59e Bataillon de Chasseurs qui est en ligne. La première ligne est complètement désorganisée. De nombreux chasseurs périssent ensevelis par le bombardement. À la ferme de Mormont, le 56e B.C.P. se prépare à appuyer le 59e. Vers 16 h, le feu se reporte sur l’arrière, signe de l’assaut imminent.
Les régiments du 18e Corps surgissent devant le bois des Caures et les bois voisins. Au bois d’Haumont, il ne reste rien des deux bataillons en ligne. L’ennemi occupe le terrain sans difficulté.
Or, au bois des Caures, les chasseurs de Driant sont toujours là et accueillent les Allemands. Trois compagnies sur quatre finissent par céder. Driant fait monter en ligne le 56e B.C.P.. Ses chasseurs contre-attaquent à la nuit tombée et reprennent presque toutes les tranchées perdues. Mais il faut tenir, et Driant réclame des renforts qui arrivent sous les obus allemands.
Toute la nuit du 21 au 22 février, les renforts affluent sous la neige et les obus. En pleine nuit, l’artillerie allemande redouble de violence. Au matin, elle suspend son tir et l’infanterie attaque à nouveau. Lancée en masse, elle submerge les chasseurs. Le 59e B.C.P. disparaît presque sur place.
Le lieutenant-colonel Driant, un fusil à la main, se tient sur la ligne de repli avec les survivants de ses bataillons alors que l’ennemi enveloppe ses positions.
Vers 16 h, il décide le repli vers le sud-ouest, en direction de Beaumont. Les chasseurs partent en quatre colonnes. Une seule parviendra à peu près intacte. Driant part dans les derniers, accompagné des sergents Coisne et Hacquin, sautant de trous d’obus en trou d’obus. Driant s’arrête pour faire un pansement provisoire à l’un de ses hommes, blessé au fond d’un entonnoir. Alors qu’il repart et qu’il va sauter dans un nouveau trou d’obus, une balle de mitrailleuse le frappe à la tempe. « Oh, là, là, mon Dieu » entendent les deux sergents. Driant est donc mort sur le territoire de Beaumont en Verdunois.
Le bois des Caures a été pris par les Allemands avec deux divisions contre les deux bataillons de chasseurs. Il ne reste pas le tiers des effectifs de ces unités, mais leur sacrifice est sans prix pour l’armée française : le 56e et le 59e bataillons de chasseurs ont suffisamment ralenti l’ennemi, dès son premier assaut, pour permettre aux troupes envoyées en renfort de contenir peu à peu la poussée allemande et de protéger Verdun.
Le lieutenant-colonel Driant et la plupart de ses hommes sont inhumés dans le Bois des Caures par les Allemands à proximité des lieux de leur trépas. Ses effets sont retournés à sa veuve via la Suisse.

## Postérité et hommages

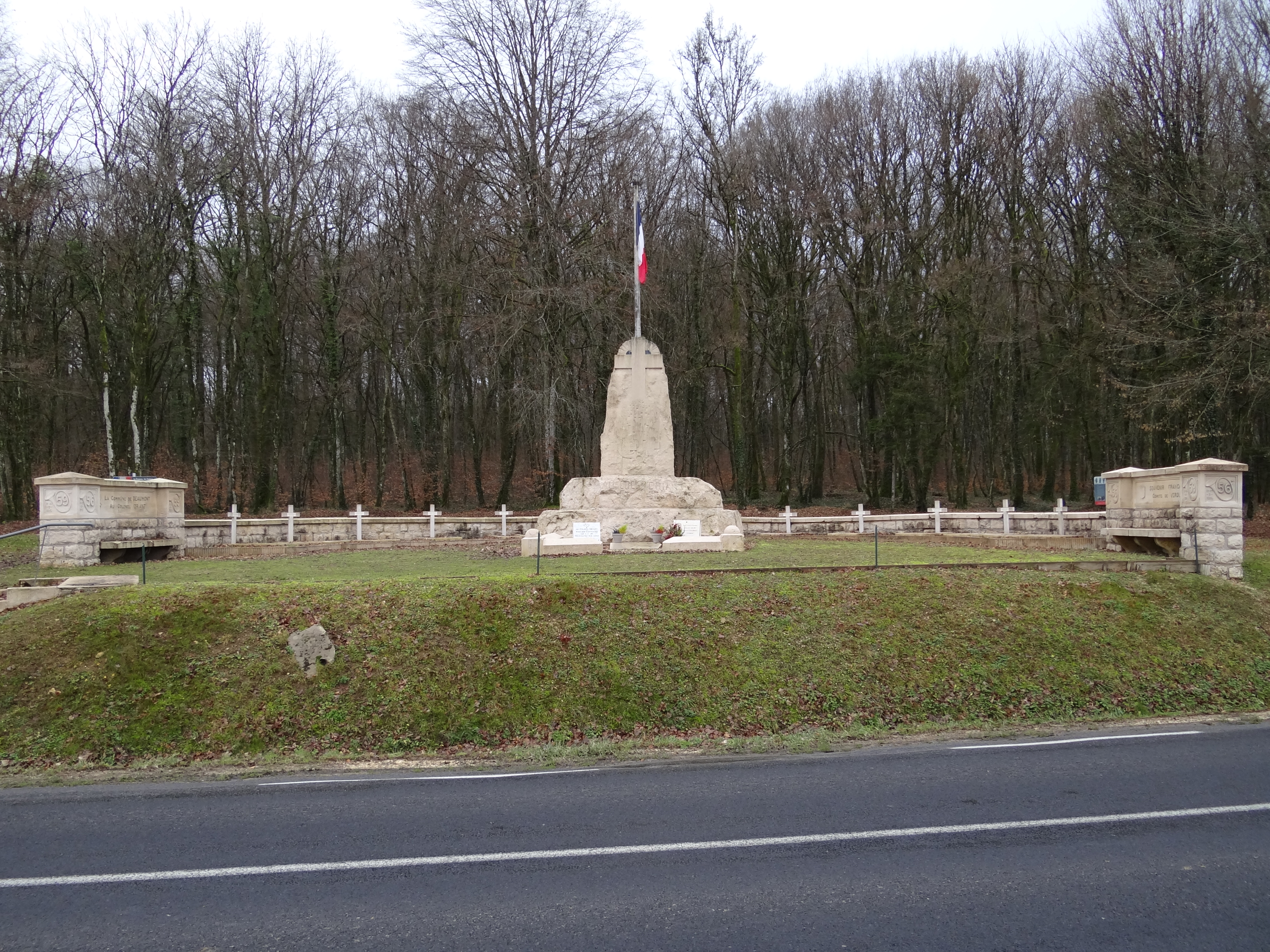
Monument à Émile Driant et son bataillon au Bois des Caures à Flabas.

Le bruit de la mort du lieutenant-colonel Driant circule à Paris, dès les 24 et 25 février. Barrès, qui prend une part décisive dans la construction du « mythe Driant », refuse tout d’abord de croire aux « premières rumeurs ». Il attend le 8 avril pour écrire dans l’Écho de Paris : « le lieutenant-colonel Driant, député de Nancy, demeure allongé sur la terre lorraine, baignée de son sang. » Mais « il respire, il agit, il crée ; il est l’exemple vivant », ajoute le lendemain Barrès.
Sa mort a un retentissement d’autant plus important que pour beaucoup, elle est celle du « capitaine Danrit », dont les ouvrages ont été la lecture de la jeunesse française avant la Grande Guerre. La mort de l’écrivain a dépassé et magnifié celle du soldat.
Son sacrifice est récupéré par la presse et les publications de la guerre, pour galvaniser les troupes. La Chambre des députés annonce officiellement sa mort, son éloge funèbre est prononcé, le 7 avril, par Paul Deschanel, le 28 juin, la Ligue des patriotes de Barrès fait célébrer un service solennel à la cathédrale Notre-Dame de Paris, présidé par le cardinal Amette.
Après la Grande Guerre, le lieutenant-colonel Driant est élevé au rang de gloire nationale au même titre que les maréchaux Joffre, Gallieni, Pétain et Foch. En octobre 1922, le corps de Driant est exhumé. Un mausolée, décidé par d'anciens combattants dont Castelnau, y est érigé. Chaque année, une cérémonie y est célébrée le 21 février, en souvenir du colonel Driant et de ses chasseurs tombés pour la défense de Verdun.
La résistance héroïque de ses chasseurs et sa mort sont aussi l’illustration d’une bataille, celle de Verdun, où les hommes furent opposés aux canons (163 000 Français tués, 143 000 morts du côté allemand), 80 % des pertes furent causées par des obus. Cette bataille accrédite l’idée que la guerre a été gagnée par les simples soldats, en dehors du commandement et parfois contre celui-ci…
Le lieutenant-colonel Driant, officier dévoué à son pays, illustre, par la fidélité à ses principes, par la défense de la grandeur de la France dans sa carrière d’écrivain ou d’officier, par l’influence des idées du début du XXe siècle sur ses écrits et ses pensées, un homme français de son temps, attaché à la défense de son pays, honnête et courageux « qui ne fut jamais pris en contradiction entre ses idéaux et ses actes ».[non neutre]
La promotion des officiers de l'ORSEM 2016 lui ont rendu hommage en se choisissant comme parrain le « lieutenant-colonel Driant ».

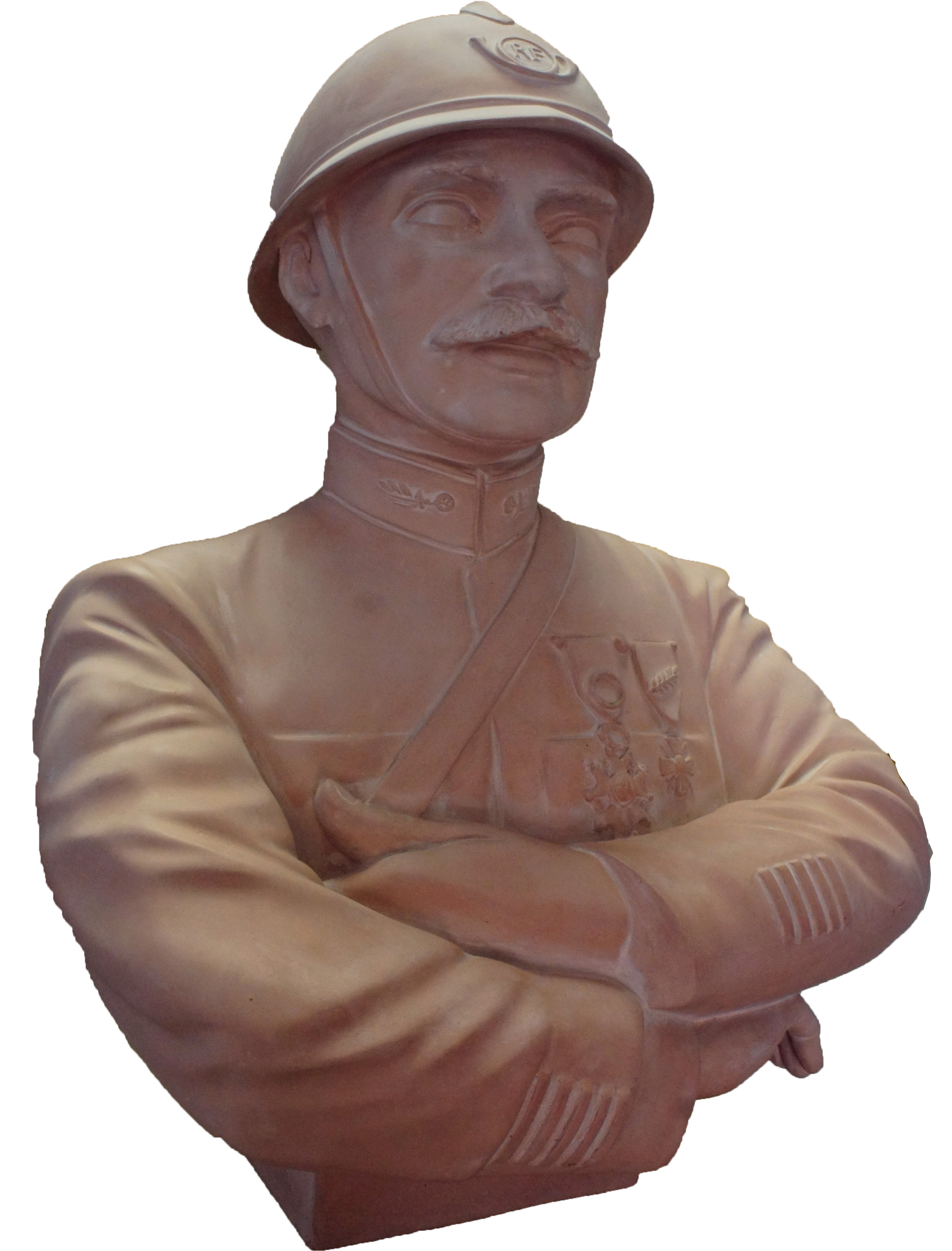
Le buste d'Émile Driant.
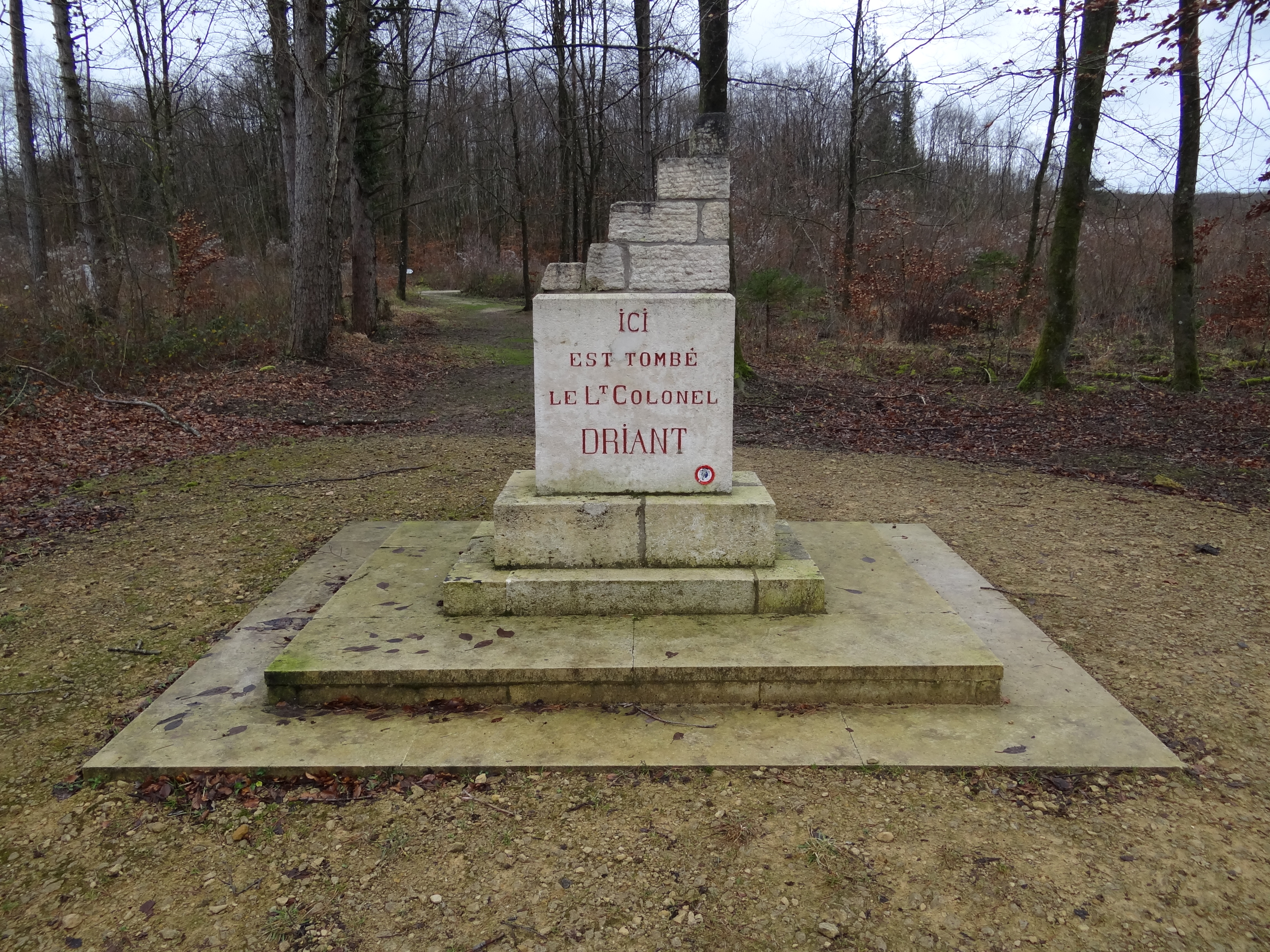
La stèle du lieu où tomba Émile Driant.
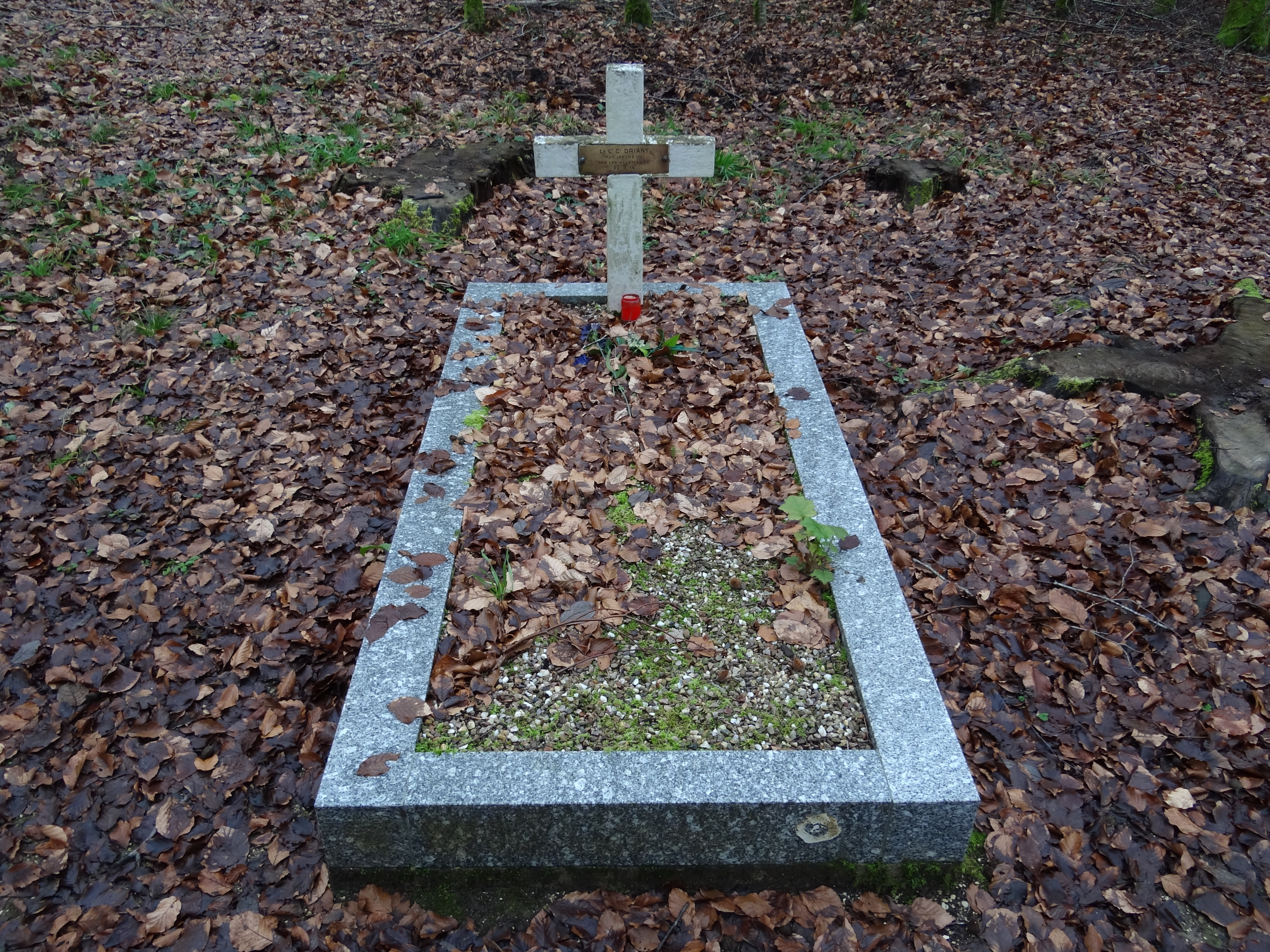
La tombe provisoire d'Émile Driant.
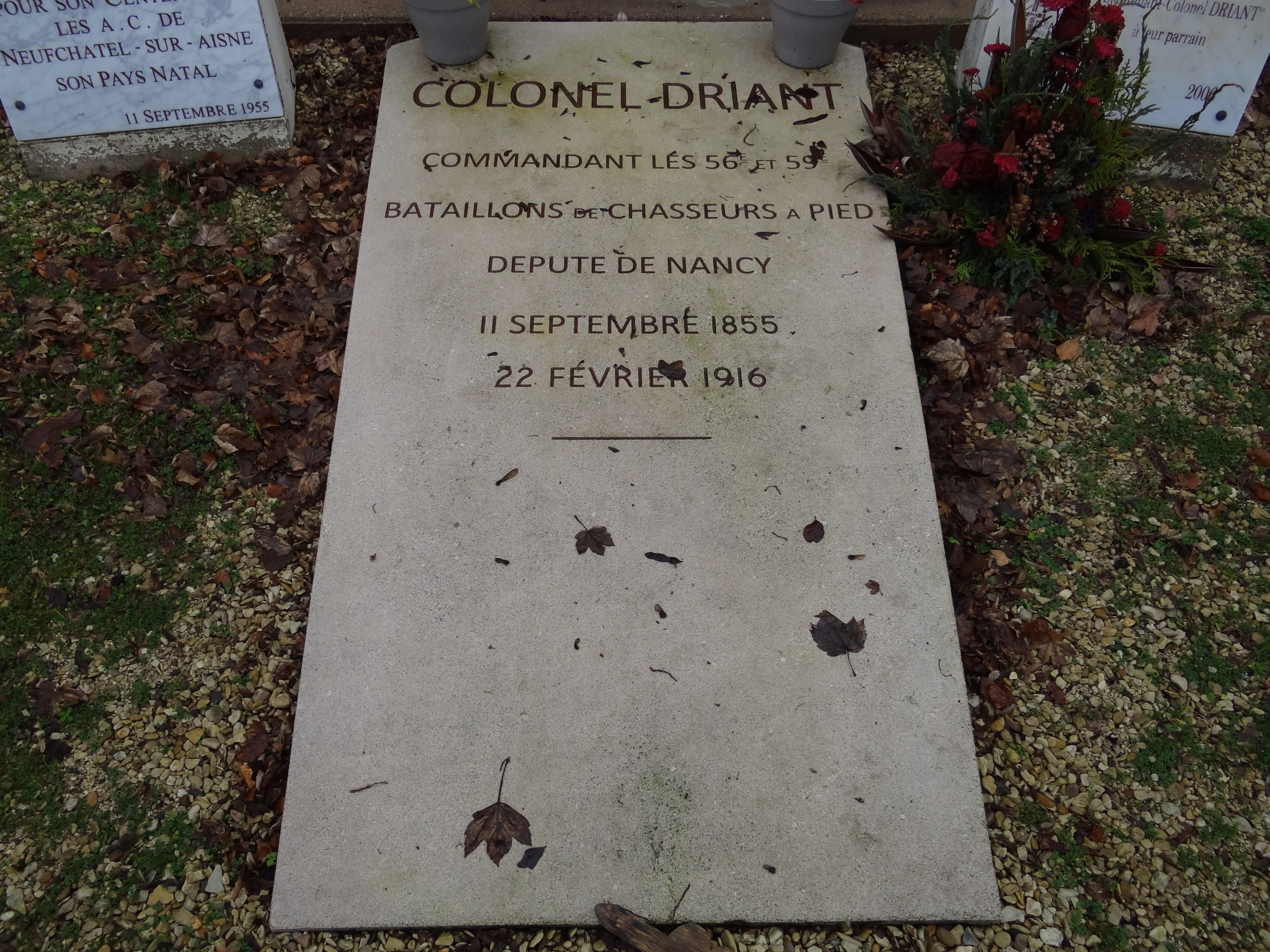
La tombe d'Émile Driant au Monument du colonel Driant.
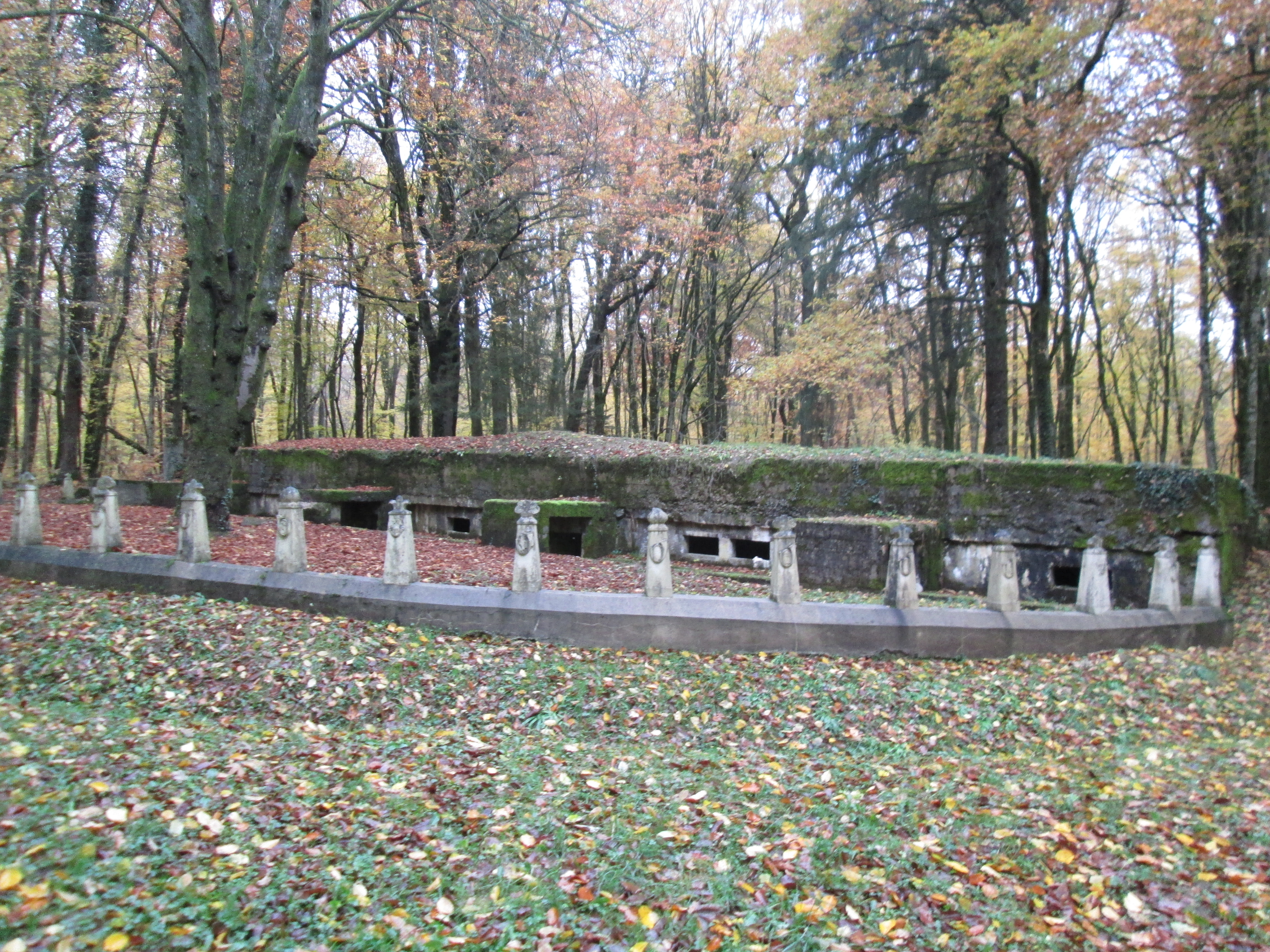
Le poste de commandement d'Émile Driant.

## Distinctions

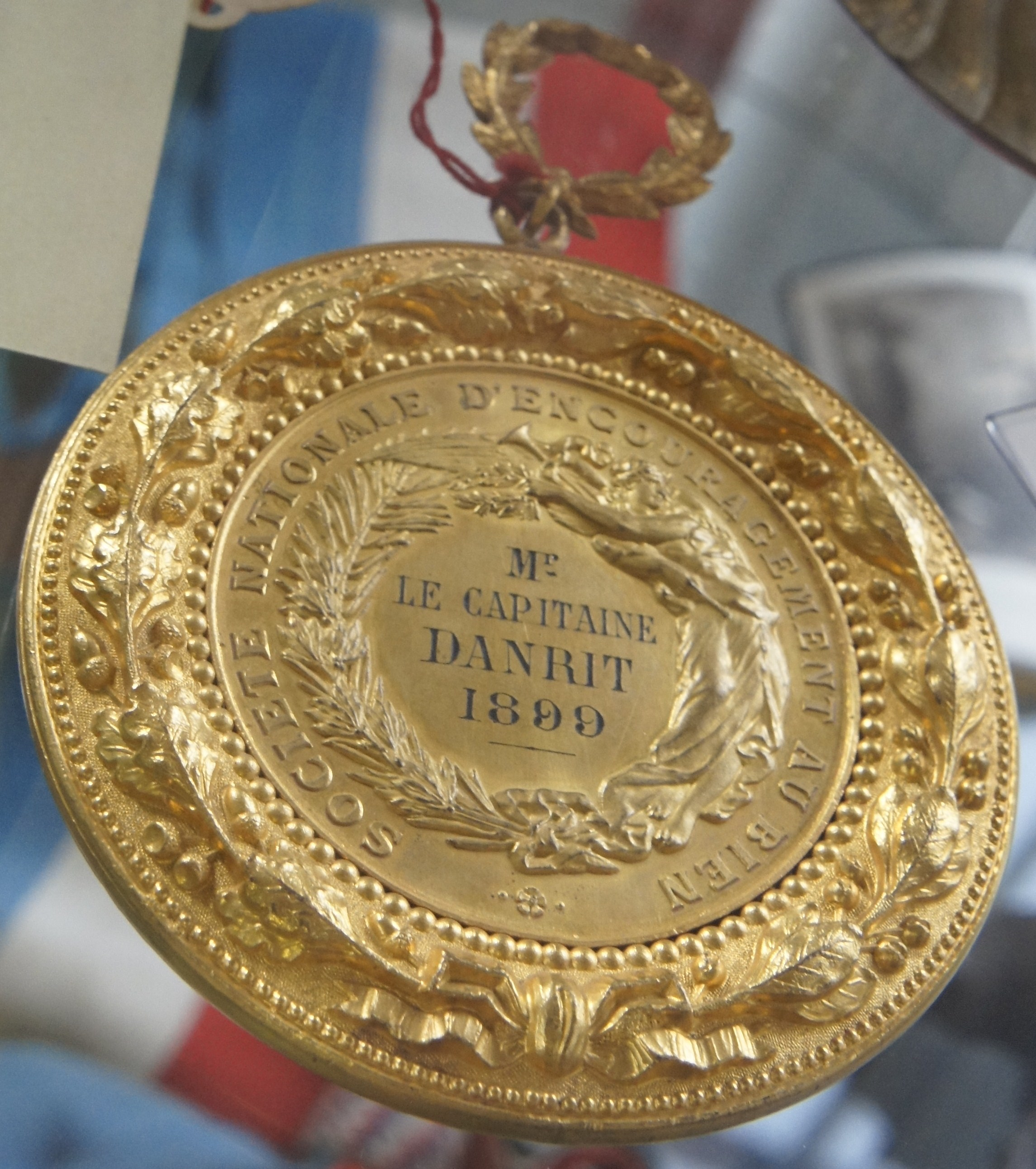
Médaille d'or de la Société Nationale d'Encouragement au Bien, 1899.

## Distinctions[20]
Décorations françaises :
- Ordre de la Légion d'honneur : chevalier (5/07/1893) ; officier (20/11/1914) ;
- Driant a obtenu la Croix de guerre 1914-1918, qu'il a contribué à créer ;
- Officier de l'Instruction publique (25/05/1901) ;
- Officier d'académie (01/01/1885).

Décorations étrangères :
- Nichan Iftikhar (Tunisie) : officier (04/12/1884), commandeur (14/07/1897) ;
- Commandeur de l'Ordre de Saint-Stanislas (Russie impériale) ;
- Chevalier de l'ordre de la Couronne d'Italie (05/12/1886) ;
- Chevalier de l'Ordre du Dragon d'Annam (15/10/1886) ;
- Ordre royal du Cambodge : chevalier (01/01/1887), officier (14/07/1887) ;
- Officier de l'Ordre de Saint-Alexandre (Bulgarie) ;
- Chevalier de l'ordre de Simon Bolivar (Venezuela).

## Œuvres
Liste d'après Daniel David, Le Colonel Driant, Thionville, Gérard Klopp, 2006  (ISBN 2-911992-54-7).

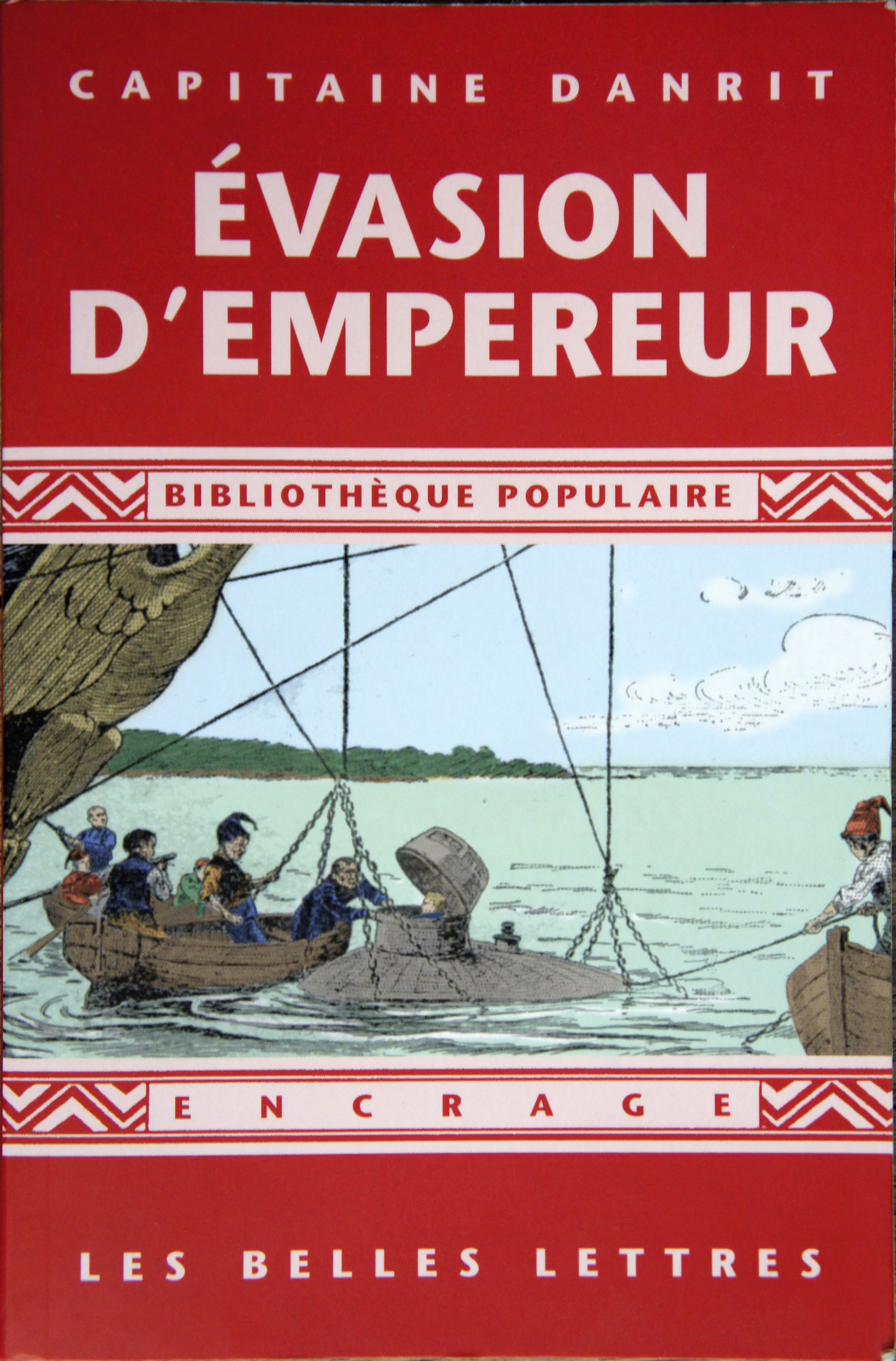
Évasion d'Empereur par le capitaine Danrit.

- La Guerre de demain (Flammarion, 1888-1893, cycle de 3 romans + 1 complément :)

1. La Guerre de forteresse - prix Montyon de l’Académie française en 1896
2. La Guerre en rase campagne
3. La Guerre en ballon
4. Le Journal de guerre du lieutenant Von Piefke, 1896

- L’Invasion noire, 1894.

1. Mobilisation africaine
2. Concentration et pèlerinage à la Mecque
3. À travers l'Europe
4. Autour de Paris

- Histoire d’une famille de soldats, 1898

1. Jean Tapin - 1re période: 1792-1830
2. Filleuls de Napoléon - 2e période: 1830-1870
3. Petit Marsouin - 3e période: 1870-1899

- La Guerre fatale, 1902

1. À Bizerte
2. En sous-marin
3. En Angleterre

- Évasion d'Empereur, 1904

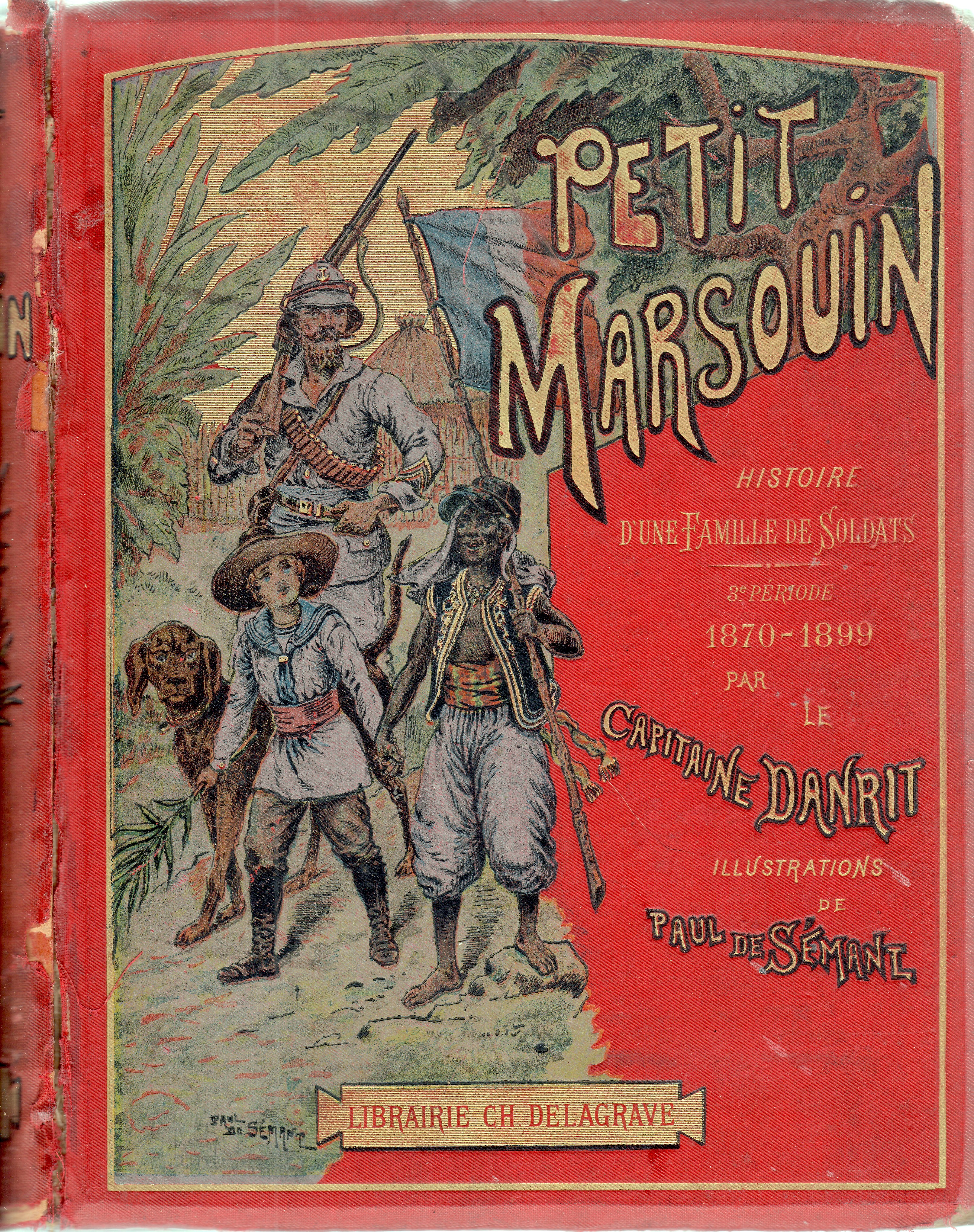
Le Petit Marsouin (histoire d'une famille de soldats, 3e période : 1870-1899).

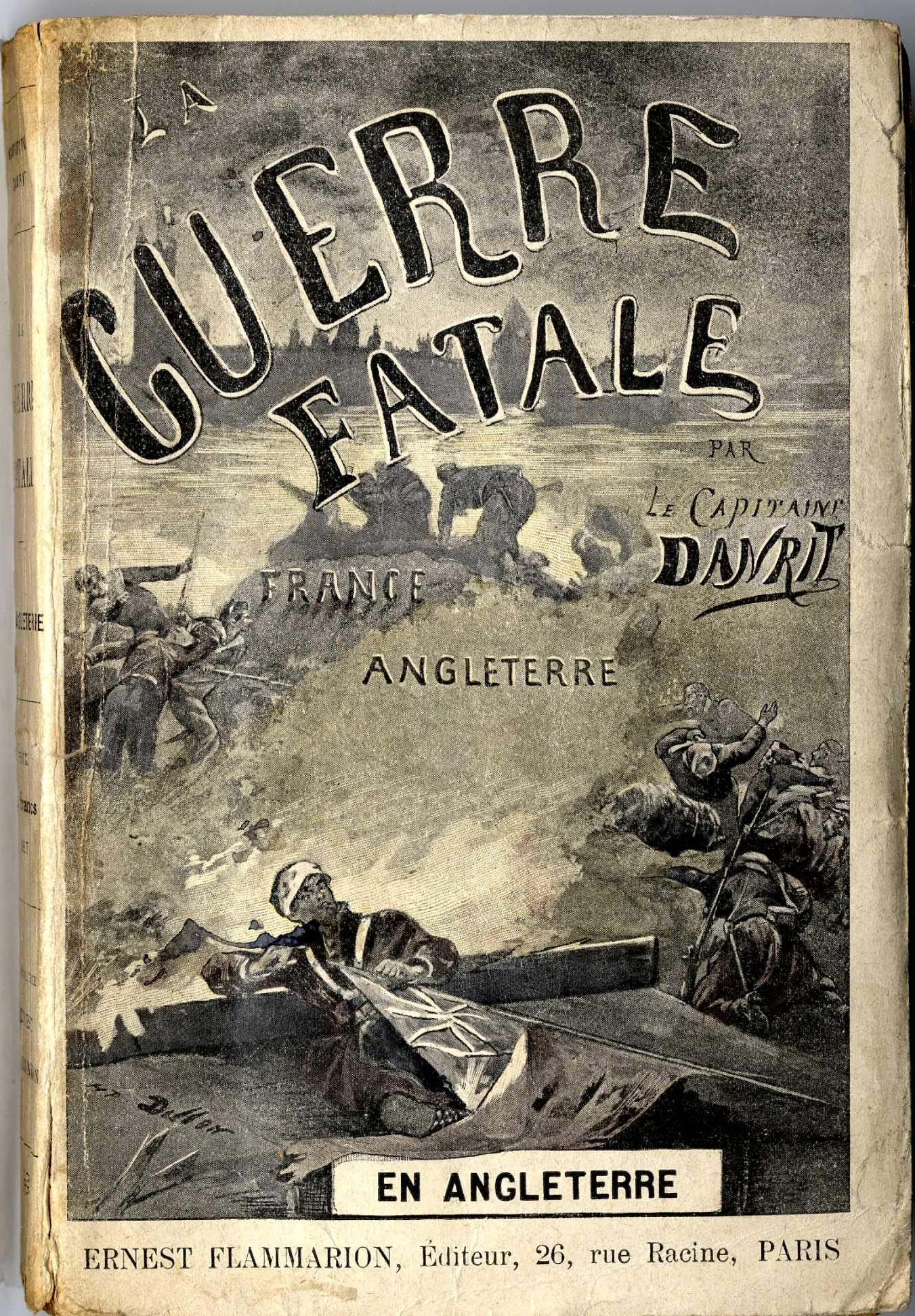
La Guerre fatale : en Angleterre du capitaine Danrit, couverture illustrée par H.-P. Dillon.

- Ordre du Tzar : de Samarcande à Lhassa, 1905
- Robinsons sous marins, 1908 - Prix Sobrier-Arnould de l’Académie française
- La Guerre maritime et sous-marine (réédition corrigée de La Guerre fatale), 1908
- Robinsons de l'air, 1908
- L’Invasion jaune, 1909

1. La Mobilisation sino-japonaise
2. Haines de jaunes
3. À travers l'Europe

- La Révolution de demain, 1910 (en co-écriture avec Arnould Galopin)
- " L'Aviateur du Pacifique ", Librairie Ernest Flammarion, Paris, 1910
- Alerte, 1910
- Au-dessus du continent noir, 1911
- Robinsons souterrains, 1912
- La Guerre souterraine (réédition corrigée des Robinsons souterrains), 1915

## Odonymes
- Une rue à Angoulême (rue du Colonel Driant)
- Une rue à Conflans-Sainte-Honorine (Yvelines)
- Une rue à Dijon (rue du Colonel Driant)
- Une rue de Dombasle-sur-Meurthe (Meurthe-et-Moselle) (rue du Colonel-Driant)
- Une rue de Essey-et-Maizerais (Meurthe-et-Moselle) (rue du Colonel-Driant)
- Une rue de Joué-lès-Tours (Indre et Loire) (rue du Colonel-Driant)
- Une avenue du colonel Driant à Lambersart (Nord)
- Une rue de Lille (Nord) (rue des chasseurs de Driant)
- Une rue de Malzéville (Meurthe-et-Moselle)
- Une place de Nancy (Meurthe-et-Moselle) : place du Colonel-Driant
- Une rue et un musée du Colonel Driant à Neufchatel-sur-Aisne (Aisne)
- Une rue de Nice (Alpes-Maritimes) (rue du Colonel-Driant)
- Une rue de Nouvion-le-Comte (Aisne)
- Une rue d'Ormesson-sur-Marne (rue du Colonel-Driant)
- Une rue de Paris (rue du Colonel-Driant)
- Une rue de Rennes (rue du Colonel-Driant)
- Une rue de Saint-Maur-des-Fossés (rue du Colonel-Driant)
- Une rue de Tourcoing porte son nom (rue du commandant-Driant)
- Une rue à Troyes (Aube)
- Une rue de Vacherauville (Meuse) (rue du Colonel-Driant)
- Une avenue du colonel Driant à Valence (Drôme)
- Une rue de Wavrin (Nord) (rue du Colonel-Driant)
- Une rue d'Oran (pendant la période de l'Algérie Française)
- Une rue à Blainville-sur-l'Eau (Meurthe-et-Moselle)
- Une rue à Grenoble (Isère)
- Une rue à Maretz (Nord)
- Le Quartier militaire du 16 BCP à Bitche (Moselle) (Quartier LCL DRIANT)

## Autres hommages
- Au bois des Caures, à l'endroit même où Driant a été tué, une stèle a été dressée[21], sur laquelle on peut lire : « Ils sont tombés, silencieux sous le choc, comme une muraille. »
- Le colonel Driant donne son nom à la promotion 1965-1967 de l'École spéciale militaire de Saint-Cyr.
- Le roman Les Grands jours de l'écrivain Pierre Mari (Fayard, 2013) fait de Driant un de ses personnages.
- Il donne aussi son nom à la promotion 2016 de l’École supérieure des officiers de réserve spécialistes d'état-major (ESORSEM).
- La 210e session régionale de l'Institut des hautes études de la Défense nationale 2017 (IHEDN) est baptisée « lieutenant-colonel Driant ».
- Le quartier militaire de Bitche (57230) du 16e bataillon de chasseurs porte également son nom.